# Impuls (Zeitschrift)
Impuls ist eine Zeitschrift mit dem Untertitel Magazin der Bewegung für soziale Gerechtigkeit. Die zweimonatlich erscheinende Zeitschrift wird von der Katholischen Arbeitnehmer-Bewegung, vertreten durch den Ketteler-Verlag in Köln, herausgegeben.
Impuls erscheint laut Impressum der Ausgabe Mai/Juni 2015 im 109. Jahrgang und hat eine Auflage von 105.000 Exemplaren.